# Einar Lurås Oftebro
Einar Lurås Oftebro (ur. 6 sierpnia 1998) – norweski dwuboista klasyczny, dwukrotny medalista mistrzostw świata juniorów.

## Kariera
Na arenie międzynarodowej po raz pierwszy pojawił się w 2015 roku, startując na olimpijskim festiwalu młodzieży Europy w Tschagguns, gdzie zajął trzynaste miejsce w sprincie. W 2016 roku startował na Igrzyskach Olimpijskich Młodzieży w Lillehammer, gdzie zdobył srebrny medal w sztafecie mieszanej (drużyna składa się z jednej biegaczki i biegacza narciarskiego, skoczkini i skoczka narciarskiego, a także kombinatora norweskiego. Zawody składają się z trzech skoków (skoczkini, skoczek, kombinator norweski) na skoczni HS100 i biegu sztafetowego 3×3,3 km s. dowolnym (biegaczka, biegacz narciarski oraz kombinator norweski). Zdobył ponadto srebrny medal w zawodach metodą Gundersena i brązowy w sztafecie podczas mistrzostw świata juniorów w Kandersteg w 2018 roku.
W Pucharze Świata zadebiutował 4 marca 2018 w Lahti, zajmując 40. miejsce w Gundersenie. Pierwsze pucharowe punkty wywalczył na początku sezonie 2018/2019, kiedy 24 listopada 2018 roku w Ruce był dwunasty w Gundersenie.
Jego brat, Jens Lurås Oftebro, także uprawia kombinację norweską.

## Osiągnięcia

### Mistrzostwa świata
| Miejsce | Dzień   | Rok  | Miejscowość | Konkurencja          | Wynik zwycięzcy | Strata  | Zwycięzca          |
| ------- | ------- | ---- | ----------- | -------------------- | --------------- | ------- | ------------------ |
| 15.     | 1 marca | 2025 | Trondheim   | Kompakt HS102/7,5 km | 17:13,4         | +1:04,4 | Jarl Magnus Riiber |

### Mistrzostwa świata juniorów
| Miejsce | Dzień       | Rok  | Miejscowość | Konkurencja           | Wynik zwycięzcy | Strata  | Zwycięzca             |
| ------- | ----------- | ---- | ----------- | --------------------- | --------------- | ------- | --------------------- |
| 14.     | 23 lutego   | 2016 | Râșnov      | Gundersen HS100/10 km | 28:02,1         | +3:58,3 | Bernhard Flaschberger |
| 14.     | 25 lutego   | 2016 | Râșnov      | Gundersen HS100/5 km  | 11:01,5         | +1:43,1 | Tomáš Portyk          |
| 5.      | 26 lutego   | 2016 | Râșnov      | Sztafeta HS100/4x5 km | 48:41,4         | +3:58,6 | Austria               |
| 15.     | 31 stycznia | 2017 | Park City   | Gundersen HS100/10 km | 25:54,5         | +1:20,6 | Arttu Mäkiaho         |
| 6.      | 2 lutego    | 2017 | Park City   | Sztafeta HS100/4x5 km | 46:17,4         | +1:41,7 | Austria               |
| 19.     | 4 lutego    | 2017 | Park City   | Gundersen HS100/5 km  | 12:14,9         | +1:55,7 | Vinzenz Geiger        |
| 2.      | 30 stycznia | 2018 | Kandersteg  | Gundersen HS106/10 km | 22:58,3         | +2,3    | Ondřej Pažout         |
| 3.      | 1 lutego    | 2018 | Kandersteg  | Sztafeta HS106/4x5 km | 56:33,0         | +1:53,2 | Austria               |
| 5.      | 3 lutego    | 2018 | Kandersteg  | Gundersen HS106/5 km  | 11:28,8         | +18,4   | Vid Vrhovnik          |

### Zimowe Igrzyska Olimpijskie Młodzieży
| Miejsce | Dzień     | Rok  | Miejscowość | Konkurencja             | Wynik zwycięzcy | Strata   | Zwycięzca |
| ------- | --------- | ---- | ----------- | ----------------------- | --------------- | -------- | --------- |
| 14.     | 16 lutego | 2016 | Lillehammer | Gundersen HS100/5 km    | 13:31,4         | +2:37,6  | Tim Kopp  |
| 6.      | 18 lutego | 2016 | Lillehammer | skoki drużyn mieszanych | 709,5 pkt       | 99,6 pkt | Słowenia  |
| 2.      | 19 lutego | 2016 | Lillehammer | sztafeta mieszana       | 26:16,9         | +21,1    | Rosja     |

### Zimowy olimpijski festiwal młodzieży Europy
| Miejsce | Dzień       | Rok  | Miejscowość         | Konkurencja           | Wynik zwycięzcy | Strata  | Zwycięzca         |
| ------- | ----------- | ---- | ------------------- | --------------------- | --------------- | ------- | ----------------- |
| DNS     | 26 stycznia | 2015 | Tschagguns/Gaschurn | Gundersen HS108/10 km | 27:17,4         | -       | Willi Hengelhaupt |
| 13.     | 30 stycznia | 2015 | Tschagguns/Gaschurn | Gundersen HS108/5 km  | 13:40,9         | +1:29,8 | Willi Hengelhaupt |

### Puchar Świata

#### Miejsca w klasyfikacji generalnej
- sezon 2017/2018: niesklasyfikowany
- sezon 2018/2019: 27.
- sezon 2019/2020: 22.
- sezon 2020/2021: 27.
- sezon 2021/2022: 40.
- sezon 2022/2023: 26.
- sezon 2023/2024: nie brał udziału
- sezon 2024/2025: 25.

#### Miejsca na podium
Jak dotąd zawodnik nie stawał na podium indywidualnych zawodów Pucharu Świata.

### Puchar Kontynentalny

#### Miejsca w klasyfikacji generalnej
- sezon 2015/2016: niesklasyfikowany
- sezon 2016/2017: 51.
- sezon 2017/2018: 37.
- sezon 2018/2019: nie brał udziału
- sezon 2019/2020: nie brał udziału
- sezon 2020/2021: nie brał udziału
- sezon 2021/2022: 9.
- sezon 2022/2023: 6.

#### Miejsca na podium chronologicznie
| Nr | Data            | Miejscowość | Konkurencja              | Wynik zwycięzcy | Pozycja | Strata  | Zwycięzca        |
| -- | --------------- | ----------- | ------------------------ | --------------- | ------- | ------- | ---------------- |
| 1. | 18 grudnia 2021 | Ruka        | Gundersen HS142/10 km    | 27:24,4 min     | 2.      | +37,9 s | Andreas Skoglund |
| 2. | 19 grudnia 2021 | Ruka        | Gundersen HS142/10 km    | 26:59,5 min     | 1.      | -       | -                |
| 3. | 11 lutego 2022  | Lillehammer | Gundersen HS98/10 km     | 22:40,0 min     | 2.      | +0,3 s  | Andreas Skoglund |
| 4. | 19 lutego 2023  | Rena        | Gundersen HS139/10 km    | 24:16,0 min     | 1.      | -       | -                |
| 5. | 25 lutego 2023  | Oberstdorf  | Start masowy HS137/10 km | 139,3 pkt       | 1.      | -       | -                |
| 6. | 25 lutego 2023  | Oberstdorf  | Gundersen HS137/10 km    | 25:13,4 min     | 1.      | -       | -                |

### Letnie Grand Prix

#### Miejsca w klasyfikacji generalnej
- 2017: niesklasyfikowany
- 2018: nie brał udziału
- 2019: (65.)[11]
- 2021: nie brał udziału
- 2022: (22.)[12]
- 2023: niesklasyfikowany
- 2024: (7.)[13]

#### Miejsca na podium w zawodach indywidualnych
| Nr | Data             | Miejscowość | Konkurencja           | Wynik zwycięzcy | Pozycja | Strata | Zwycięzca |
| -- | ---------------- | ----------- | --------------------- | --------------- | ------- | ------ | --------- |
| 1. | 25 sierpnia 2024 | Tschagguns  | Gundersen HS103/10 km | 25:41,2         | 1.      | -      | -         |

#### Miejsca na podium w zawodach drużynowych
| Nr | Data             | Miejscowość | Konkurencja                    | Wynik zwycięzcy | Pozycja | Strata | Zwycięzca |
| -- | ---------------- | ----------- | ------------------------------ | --------------- | ------- | ------ | --------- |
| 1. | 24 sierpnia 2024 | Tschagguns  | Sztafeta mieszana HS103/4x5 km | 36:58,6         | 2.      | +2,7   | Słowenia  |